# اندیس مهران سر کویر یک
مهران سر کویر یک یک اندیس فلزی است که در حوالی شهر کلاته استان سمنان قرار دارد و مادهٔ معدنی موجود در آن، مس است.سنگ میزبان این اندیس اندزیت است  